# Family Guy Presents Stewie Griffin: The Untold Story
Family Guy Presents Stewie Griffin: The Untold Story is een zestig minuten durende direct-naar-dvd-animatiefilm uit 2005 die behoort tot de serie Family Guy. De productie bestaat uit drie segmenten die ook werden uitgezonden als de laatste drie afleveringen van het vierde seizoen van de reguliere serie. Deze dragen de titels Stewie B. Goode, Bango Was His Name, Oh! en Stu and Stewie's Excellent Adventure.

## Verhaal

### Verhaallijn 1
Wanneer Peter zijn vertrouwde videotheek Sals Video binnenloopt om porno te huren, blijkt deze overgenomen door keten Lackluster Video. De baliemedewerker vertelt dat het tegen hun beleid is om porno te verhuren en tevens alles dat ruimdenkendheid en non-christelijkheid vertegenwoordigt. Dit maakt Peter zo kwaad dat hij het op een schreeuwen zet en hierdoor ontdekt wordt door nieuwslezer Tom Tucker. Deze geeft hem een dagelijks segment in zijn programma genaamd What Really Grinds My Gears. Daarin mag Peter vertellen wat hem zoal irriteert.
Stewie moet ondertussen leren zwemmen, maar zakt meteen naar de bodem zodra hij losgelaten wordt in het zwembad. Toch moet en zal hij Brad verslaan. Hij bevestigt een bom aan de stoel van de badmeester met het plan deze boven op Brad te laten vallen. De ontsteker weigert echter, waardoor de bom pas ontploft zodra Stewie naast de stoel staat. Stewie krijgt zodoende de stoel zelf op zijn hoofd. Tijdens een bijna-doodervaring belandt Stewie op een hotelkamer in de Hel met Steve Allen, die zijn shirt begint uit te trekken. Wanneer hij vervolgens bijkomt aan de rand van het zwembad, besluit hij zijn leven te beteren om dit lot te ontlopen. Stewie gaat zich extreem aardig gedragen tegen Brian, maar deze ontmaskert hem binnen de kortste keren als het kwaadaardige joch dat hij simpelweg is. Om toch te voorkomen dat hij daden pleegt die hem in de Hel zullen doen belanden, gaat Stewie daarom aan de drank om zo ontspannen te blijven.
Brian wil Stewie van de drank afhebben. Hij neemt hem mee naar het café om hem zo dronken te voeren dat hij daarna niets meer van alcohol wil weten. Na een hele avond slempen, stapt Stewie alleen in de auto om daarmee vervolgens dwars door de muur het café binnen te rijden. Dit nieuws bereikt Tucker, die inmiddels flink jaloers is op het succes van Peter. Door uit te zenden dat diens eenjarige zoon dronken een café inreed, wordt Peter ontslagen. Stewie zelf heeft de volgende dag zo'n kater dat hij besluit voorlopig zichzelf maar weer te zijn.

### Verhaallijn 2
Stewie kijkt met Brian televisie. In een nieuwsuitzending ziet hij een man voorbijkomen die er exact zo uitziet als hij - maar dan volwassen - en ook precies hetzelfde praat. Hierin ziet Stewie tot zijn vreugde het bewijs dat hij geadopteerd is en dat zijn echte vader in San Francisco rondloopt. Omdat hij geen $450,- bij elkaar kan krijgen voor een vliegticket, lift hij samen met Brian mee in de camper van Glenn Quagmire, die er toch heen ging. Wanneer laatstgenoemde met een prostituee meegaat en geboeid op een bed belandt, steelt Stewie de sleuteltjes om met Brian zelf verder te rijden. Hij rijdt met te veel pep-pillen op de camper in de prak en strandt in de woestijn.
Stewie en Brian bereiken een hotel waarin Stewie 'zijn vader' ziet lopen. Hij is te laat om hem te achterhalen, maar wanneer hij even later een tram instapt, zit hij toevallig naast de man die hij zocht. Deze blijkt hem bij naam te kennen. Hij verklaart niettemin dat hij niet Stewie's vader is maar Stuart, de volwassen Stewie zelf die vanuit de toekomst op vakantie is in het heden. Stewie had hem niet mogen zien.

### Verhaallijn 3
Stuart denkt ervandoor te gaan door dertig jaar in de tijd vooruit te gaan, maar Stewie lift mee en krijgt zodoende te zien hoe zijn eigen toekomst eruitziet. Deze is heel anders dan hij die voor zichzelf zag. Stuart heeft geen enkele, laat staan wereldmacht, is introvert, onzeker en verlegen, werkt als verkoper in een elektronicazaak en heeft nog nooit seks gehad. Hij woont alleen in een krot met zijn beste vriend, teddybeer Rupert.
Stewie's huis is nog waar het was, maar Chris is inmiddels getrouwd met een overheersende vrouw en Meg heeft zich om laten bouwen tot man en heet inmiddels Ron. Door met Stuart te praten, beseft Stewie dat deze zo is geworden als gevolg van zijn bijna-doodervaring na de bomaanslag bij het zwembad. Daarna is hij zich te goed gaan gedragen in de hoop nooit naar de hel te hoeven en zo een 35-jarige maagd geworden.
Stewie wil dit koste wat kost voorkomen. Met geld van de inmiddels bejaarde Lois en Peter koopt hij een nieuw tijdhorloge en reist terug in de tijd naar de dag van het ongeluk. Hij arriveert net op tijd om zijn jongere zelf te behoeden voor het ongeluk met de stoel en voorkomt zo dat hij ooit een bijna-doodervaring kreeg. Zodoende verandert hij de toekomst waarin hij Stuart zou worden. De andere Stewie uit de nieuwe tijdlijn is niet onder de indruk van de beweringen van de oudere Stewie dat hij in de toekomst geweest is en desintegreert hem met een laserpistool.
Meg ontmoet aan de rand van het zwembad een jongen, Ron.

## Stemmen
- Stewie Griffin - Seth MacFarlane
- Peter Griffin - Seth MacFarlane
- Brian Griffin - Seth MacFarlane
- Glenn Quagmire - Seth MacFarlane
- Tom Tucker - Seth MacFarlane
- Stuart 'Stu' Griffin - Seth MacFarlane
- Lois Pewterschmidt - Alex Borstein
- Tricia Takanawa - Alex Borstein
- Vanessa - Alex Borstein
- Condoleezza Rice - Alex Borstein
- Chris Griffin - Seth Green
- Meg Griffin - Mila Kunis

## Trivia
- Stewie 'onthult' dat Casper het vriendelijke spookje ontstond toen hij een bal naar een peuter gooide en die vervolgens overreden werd toen die deze wilde vangen.
- Brian 'herinnert' zich een tekenfilm waarin Bugs Bunny wel degelijk met kogels wordt doorzeefd door Elmer Fudd.